# Anton Krenn
Anton Krenn (18 de abril de 1911 - abril de 1993) foi um futebolista austríaco, medalhista olímpico.

## Carreira
Anton Krenn fez parte do elenco medalha de prata, nos Jogos Olímpicos de 1936.